# Alpheus P. Hodges

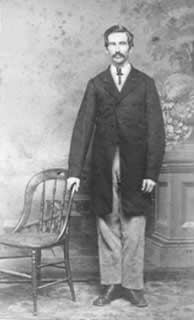
Alpheus P. Hodges

Alpheus P. Hodges (* um 1821 in Virginia; † 29. Juli 1858 in Alexandria, Virginia) war ein US-amerikanischer Politiker. In den Jahren 1850 und 1851 war er Bürgermeister der Stadt Los Angeles.

## Werdegang
Alpheus Hodges wurde zwischen 1821 und 1824 in Virginia geboren. Hinsichtlich seines Geburtsjahres gehen die Quellen auseinander. Er studierte Medizin und arbeitete ursprünglich als Arzt. Im Jahr 1849 entschloss er sich zur Zeit des Goldrausches nach Kalifornien zu gehen. Dabei wählte er den Seeweg. Er ließ sich in Los Angeles nieder. Zu diesem Zeitpunkt war die Ansiedlung noch keine Stadt. Erst wenige Jahre zuvor war das Gebiet von Mexiko an die Vereinigten Staaten abgetreten worden. Am 4. April 1850 wurde Los Angeles mit gerade einmal 1610 Einwohnern zur Stadt erhoben. Hodges wurde für eine Amtszeit zum ersten Bürgermeister gewählt. Dieses Amt bekleidete er zwischen dem 1. Juli 1850 und dem 7. Mai 1851. Gleichzeitig war er auch noch offizieller Leichenbeschauer der neuen Stadt. In seiner Amtszeit als Bürgermeister musste eine erste Stadtverwaltung aufgebaut werden. Nach dem Ende seiner Amtszeit kehrte er nach Virginia zurück. Er starb am 29. Juli 1858 im Haus seines Vaters in Alexandria.